# Paralacydes atropunctata
Paralacydes atropunctata är en fjärilsart som beskrevs av Fawcett 1903. Paralacydes atropunctata ingår i släktet Paralacydes och familjen björnspinnare. Inga underarter finns listade i Catalogue of Life.